# Англо-португальський конфлікт

«Рожева карта». В оригіналі карти кінця XIX століття рожевим кольором португальський уряд окреслив межі досліджених португальськими першопрохідниками територій внутрішньоконтинентальної Африки, які передбачалося адміністративно консолідувати в трансконтинентальний міст португальських володінь від Атлантичного до Індійського океану з метою об'єднання Анголи і Мозамбіку. Плану не судилося збутися через конфлікт із британським проектом Каїр-Кейптаун

Англо-португальська криза — конфлікт між Великою Британією та Португалією, який спровокувала наукова експедиція португальців до південної Африки.

## Хід подій
Серпа Пінту — португальський офіцер, що досліджував Макололо — племена, що проживають на півдні Африки. Його експедиція, за його словами, мала мирний характер.
19 серпня 1889 Бьюкенен, діючий британський консул у Ньясаленді (сучасна Малаві), випустив декларацію, за якою португальці мали негайно припинити свою експедицію. 23 жовтня 1889 Петре, британський посол у Лісабоні, попередив, що Велика Британія виступить проти будь-якої португальської дії, яка загрожувала б її інтересам.
Петре не вірив словами португальського міністра закордонних справ Гоміша щодо чисельності військ, які супроводжують експедицію. Гоміш повторив заяви Серпа Пінту щодо мирного характеру експедиції поряд із гарантіями, що війська були виключно для того випадку, якщо Макололо вирішать напасти.
Петре звинувачував Гоміша у проведенні воєнної операції проти Макололо. За його словами, португальці прагнули захопити цю область, що належить Великій Британії.
18 грудня 1889 Петре передав прохання свого уряду не нападати на англійські загони, які розташовувалися в країні Макололо. За два дні Гоміш відповів, що Португалія організувала наукову експедицію, яку не можна було розцінювати як військову операцію. Це була брехня. Через шість днів Серпа Пінту телеграфував у Лісабон і повідомив, що португальська влада була встановлена в країні Макололо.
Британці відповіли демонстрацією сили — 29 грудня Атлантична ескадра прибула до Лас-Пальмас-де-Гран-Канарія.
2 січня 1890 інша британська ескадра досягла Гібралтару. Петре надіслав записку Гомішу 6 січня, вимагаючи надати Великій Британії гарантії того, що Португалія не матиме жодних намірів посягнути на британські вимоги. Гоміш вкотре заявив, що експедиція — не військова операція, а також заявив, що Португалія не може визнати британських вимог на територію, яка була історично португальською.
Тим часом Велика Британія, дізнавшись про нові португальські перемоги в Макололо, пред'явила Португалії ультиматум 10 січня, висловивши протест португальським діям на цій території і вимагаючи виведення всіх португальських військових сил та адміністративного контролю в країні Макололо та навколишніх областях. Британці застосували дипломатичний тиск, заявивши, що Португалія вже раніше прийняла багато вимог, змальованих загалом у раннішій британській записці (18 грудня 1889). Гоміш запропонував, щоб обидві сторони прийняли статус-кво.
Але Великій Британії цього було замало. Крім того, не було жодних гарантій, що Португалія знову не нападе на Макололо.
Тепер більша кількість британських військово-морських сил з'явилася біля о. Сан-Вісенте, а також біля Лоренсу-Маркіша та Сан-Мартіньо-де-Келімані в Мозамбіку. Британці пригрозили зайняти ці території, якщо їхня вимога не буде виконана. Гоміш передав британцям рішення Португальської Ради. Рада вирішила поступитися англійцям беззастережно і 12 січня 1890 були дані розпорядження, за якими з Макололо[уточнити] були виведені всі португальські війська. Конфлікт було вичерпано.